# De loco medieval
De loco medieval es el segundo disco  de Chinoy lanzado seis años después de su primer disco de estudio (Que salgan los dragones). El disco se masterizó en Abbey Road y fue publicado por el sello Sudamerican Records en 2015. El disco fue grabado en Estudios del Sur el año 2014.

## Lista de canciones
| N.º | Título                      | Duración |
| --- | --------------------------- | -------- |
| 1   | De loco medieval            | 4:16     |
| 2   | Nacido aquí                 | 5:39     |
| 3   | Camina a un mundo mejor     | 6:34     |
| 4   | Dulce amor                  | 5:11     |
| 5   | Para la risa una revolución | 3:58     |
| 6   | Vengo de la tierra dije     | 7:36     |
| 7   | A velocidad                 | 5:13     |
| 8   | Vuelve la luna llena        | 5:52     |
| 9   | Ella es una y las demás     | 7:17     |
| 10  | Pero Dionisio               | 7:45     |
| 11  | Corazón con tinta china     | 4:12     |
| 12  | Terremoto                   | 6:29     |
| 13  | Camila sencilla             | 6:24     |